# علی‌اشرف بهرامی‌پناه
سرتیپ خلبان علی‌اشرف بهرامی‌پناه (۱۳۳۳ در کرمانشاه - ۱ اردیبهشت ۱۳۹۵) خلبان جنگنده مک‌دانل داگلاس اف-۴ فانتوم ۲، نورثروپ اف-۵ و چنگدو جی-۷ نیروی هوایی ایران بود.

## زندگی
علی‌اشرف بهرامی‌پناه در سال ۱۳۳۳ در شهر کرمانشاه در یک خانوادۀ‌ نظامی به دنیا آمد. پدر او عضو ارتش بود، اما با نظامی شدن فرزندش مخالف بود. بااین حال علی‌اشرف بهرامی‌پناه که به خلبانی علاقه‌مند بود،‌ در سن جوانی وارد ارتش شد. او همزمان با تحصیلات متوسطه، زبان انگلیسی را در سطح پیشرفته فرا‌گرفت و با مدرک دیپلم وارد دانشکده‌ی افسری نیروی زمینی در تهران شد. پس از ورود به دانشکده‌ی افسری، پس از سه سال تحصیل در رستۀ توپخانه و رسیدن به درجه‌ی ستوان دومی، نیروی هوایی طی نامه‌ای تعدادی از افراد را برای گذراندن دوره‌ی خلبانی درخواست کرده که او با توجه به علاقه‌ی شدید به خلبانی، داوطلب می‌شود.

### اعزام به آمریکا
در سال ۱۳۵۵، علی اشرف بهرامی پناه به آمریکا اعزام شد. دوره‌های آموزشی وی در آمریکا بدین شرح است:
1. دریافت نمره‌ی ۹۳ در امتحان اول زبان.
2. ۲۶ سورتی پرواز با هواپیمای سسنا تی-۴۱ مسکالرو: خودش می‌گوید: «من فقط ۱۷ سورتی پرواز را تمام کرده بودم که معلم آموزش گفت بیشتر از این نیاز نیست، پرواز شما مورد تأیید است.».
3. ۹۵ ساعت پرواز با سسنا تی-۳۷ تویت: برای بهرامی پناه تنها به مدت ۸۳ ساعت انجام شد.
4. پرواز با مافوق صوت نورثروپ تی-۳۸ تالون: وی و خلبان ایرانی دیگر، وثوق محمدی، پس از ۱۷ ماه (در حالی که ۲ سال تعیین شده بود) دوره‌ی تی-۳۸ را هم گذراندند.[۲]

## سوابق جنگی
وی شاگرد ممتاز استاد سخت‌گیر آمریکایی به نام جیمز سیلیکون بوده‌است که همهٔ دوره‌های حرفه‌ای آکادمیک خلبانی ایالات متحده آمریکا را با نمرهٔ ۱۰۰ گذرانده است. او پس از نپذیرفتن پیشنهاد ایالات متحده آمریکا مبنی بر اقامت و دریافت امتیازات بسیار در آن کشور به ایران باز می‌گردد. بهرامی‌پناه یکی از دارندگان عنوان خلبانی و رزم خلبانی یعنی Topgun (در اصل برنامهٔ آموزش تاکتیکی جنگندهی تهاجمی نیروی دریایی ایالات متحده (به انگلیسی: United States Navy Strike Fighter Tactics Instructor program) است) در تاریخ نیروی هوایی ایران است. وی دارندهٔ دومین رکورد ساعت‌های پروازی پیاپی بدون توقف عملیاتی در جنگ است که پس از زدن این رکورد بسیارسخت و سنگین، ۴۰٪ شنوایی گوش راست خود را از دست داد.

## درگذشت
وی در روز ۱ اردیبهشت ۱۳۹۵ در اثر بیماری درگذشت.